# وهم الاستبطان
وهم الاستبطان هو الانحياز المعرفي الذي ينطوي على اعتقاد خاطئ بنفاذ البصيرة مباشرة إلى أصل الحالات العقلية، مع اعتبار استبطان الآخرين غير عقلاني أو جدير بالثقة. خضع هذا الوهم للدارسة في مختلف التجارب النفسية، التي أشارت إلى اعتباره أساس التحيزات في كيفية مقارنة الأفراد أنفسهم مع الآخرين. شهدت هذه التجارب العديد من التفسيرات التي اقترحت أن الاستبطان عبارة عن عملية من البناء والاستدلال، بما يتشابه إلى حد كبير مع قدرة الأفراد على استدلال الحالات العقلية للآخرين بشكل غير مباشر من خلال سلوكياتهم، عوضًا عن تقديم القدرة المباشرة على الوصول إلى العمليات الكامنة خلف الحالات العقلية.
عند حدوث التباس بين الاستبطان غير الموثوق من جهة ومعرفة الذات المحضة من جهة أخرى، ينتج عن ذلك وهم العظمة والتفوق على الآخرين، على سبيل المثال، عند اعتقاد كل شخص بأنه أقل انحيازًا وأقل التزامًا بالتقليد من جميع الأفراد الآخرين من المجموعة. حتى عند عرض تقارير بحالات باستبطان الآخرين أمام هؤلاء الأفراد المشاركين في التجربة، مع تقديم أكبر قدر ممكن من التفاصيل، يستمر هؤلاء الأفراد في تقييم استبطان الآخرين على أنه غير موثوق بينما ينظرون إلى استبطانهم بوصفه أهلًا للثقة. على الرغم من امتلاك فرضية وهم الاستبطان بعض الأبحاث النفسية الداعمة، يجادل البعض بأن الدليل الحالي غير كاف لتحديد مدى موثوقية الاستبطان في الظروف العادية.
في بعض الحالات المعينة، يؤدي هذا الوهم إلى إعطاء الأفراد تفسيرات واثقة، لكنها خاطئة، فيما يتعلق بسلوكهم الخاص (يُدعى ذلك باسم «النظريات السببية») أو يقدم هؤلاء تنبؤات غير دقيقة حول حالاتهم العقلية المستقبلية.
قد تكون عملية تصحيح هذا الانحياز ممكنة من خلال التثقيف وزيادة الوعي حول الانحياز وطبيعته غير الواعية.

## تغيير الاتجاه
تميل الدراسات التي تطلب من المشاركين الاستبطان في تفكيرهم المنطقي (المتعلق بكل من الإعجاب، أو الاختيار أو الاعتقاد بشيء ما وما إلى ذلك) إلى استنتاج حدوث تراجع لاحق في الترابط بين الاتجاه المتخذ من جهة والسلوك الذي يتبعه المشاركون من جهة. على سبيل المثال، في دراسة بواسطة ويلسون وآخرين، طُلب من المشاركين تصنيف اهتمامهم في الألغاز بعد عرضها أمامهم. قب بدئهم عملية التصنيف، شملت الدراسة أيضًا توجيه المشاركين في إحدى المجموعات للتمعن في التفكير وكتابة أسباب إعجابهم بألغاز معينة أو كرههم لها، بينما لم يُطلب من المجموعة المضبوطة مثل هذه المهام. سجل الباحثون بعد ذلك المدة الزمنية التي استغرقها المشاركون في لعب كل من هذه الألغاز. أظهرت مجموعة الاستبطان درجة أقل من الارتباط بين تقييم الألغاز والزمن المستغرق في لعبها مقارنة بالمجموعة المضبوطة.
أظهرت دراسة لاحقة قابلية تعميم هذه النتائج لتشمل ظروفًا أكثر «واقعية». شارك المشاركون في هذه الدراسة في علاقات رومانسية ثابتة. طُلب من جميع المشاركين تقييم مدى تكيفهم في علاقتهم. شملت الدراسة سرد مجموعة من المشاركين لجميع أسبابهم الكامنة خلف مشاعرهم تجاه شركائهم، بينما لم يُطلب من المجموعة المضبوطة مثل هذه المهام. تتبع الباحثون المشاركين في الدراسة بعد ستة أشهر للتأكد من بقائهم في هذه العلاقات. أظهر الأفراد الذين ينتمون إلى مجموعة الاستبطان درجة أقل من توافق الاتجاه – السلوك بالاستناد إلى الارتباطات بين تقييمات العلاقات السابقة واستمرارهم في مواعدة شركائهم. تخلص هذه النتائج إلى فشل الاستبطان في التنبؤ، لكن قد يشير هذا أيضًا إلى وجود دور للاستبطان في تغيير مسار تطور العلاقة.
تتمثل نظرية الباحثين حول سبب هذه التأثيرات في كونها ناجمة عن تغيير المشاركين لاتجاهاتهم، عند مواجهة الحاجة إلى التبرير، دون أي تغيير على سلوكياتهم الموافقة. افترض الباحثون أيضًا أن هذا الانحراف في الاتجاه ناجم عن مزيج من عدة أشياء مختلفة: الرغبة في تجنب الشعور بالحماقة لعدم معرفة المرء ببساطة سبب شعوره بطريقة معينة؛ والميل نحو تقديم التبريرات بالاستناد إلى أسباب منطقية، على الرغم من التأثير الكبير للعاطفة؛ والجهل بحالات الانحياز العقلية (على سبيل المثال، تأثيرات الهالة) والإقناع الذاتي بوجوب تطابق الأسباب التي توصل إليها المرء مع اتجاهه. في الحقيقة، يميل الأفراد إلى تقديم «قصة جيدة» عند تفسير منطقهم، ما يؤدي في غالبية الحالات إلى إقناع أنفسهم بامتلاكهم اعتقادًا مختلفًا بالفعل. في الدراسات التي شملت اختيار المشاركين لعنصر ما والاحتفاظ به، أظهرت التقارير اللاحقة حول الرضا بهذا العنصر انخفاضًا معتبرًا، ما يشير إلى أن تغيرات الاتجاه لدى هؤلاء الأفراد مؤقتة، إذ عادوا إلى اتجاهاتهم الأصلية مع مرور الوقت.

### الاستبطان من خلال التركيز على المشاعر
على النقيض من الاستبطان من خلال التركيز على التفكير المنطقي، ثبت أن توجيه المرء للتركيز على مشاعره قادر على زيادة ارتباطات الاتجاه – السلوك. تشير هذه النتائج إلى عدم اعتبار استبطان المرء في مشاعره عملية سيئة التكيف.

### الانتقادات
ينتقد بعض علماء الأحياء النظرية القائلة إن العمليات العقلية التي تعمل كمبررات غير قادرة على زيادة تكيفية السلوك، إذ يجادل هؤلاء بتعارض تكلفة العناصر المغذية لوظيفة الدماغ مع أي آلية دماغية غير قادرة على زيادة تكيف السلوك مع البيئة. يجادلون أيضًا بأن تكلفة العناصر المغذية الأساسية من شأنها فرض درجة أكبر من الصعوبات مقارنة بتكلفة السعرات الحرارية، على وجه الخصوص في المجموعات الاجتماعية التي تضم عددًا كبيرًا من الأفراد ذوي الحاجة إلى العناصر المغذية الشحيحة نفسها، ما يفرض صعوبة كبيرة على إطعام مثل هذه المجموعات وينتهي بتقليص حجمها المحتمل. يجادل علماء الأحياء بتطور المحاججة مدفوعة بفعالية الحجج في تغيير اتجاهات إدراك المخاطر وقرارات الحياة والموت وجعلها أكثر تكيفية، إذ تنتهي «وظائف الرفاهية» غير القادرة على تحسين الحياة والنجاة من الموت بخسارة «الصراع» التطوري ضد الاصطفاء لتحصيل الوفرة التغذوية. على الرغم من الادعاءات المنطوية على اختيار وظائف الدماغ غير التكيفية بواسطة الاصطفاء الجنسي، ينتقد علماء الأحياء هؤلاء أي قابلية تطبيق للنظريات السببية الخاصة بوهم الاستبطان نظرًا إلى اعتبار السمات المصطفاة جنسيًا أكثر السمات المسببة للعجز كإشارة للياقة خلال فترة البلوغ أو بعدها، لكن تتطلب الأدمغة البشرية الكمية الأعلى من المغذيات قبل فترة البلوغ (ما يحسن من الاتصالات العصبية بطرق قادرة على تعزيز أدمغة البالغين لإطلاق الإشارات بسرعة أكبر وبكفاءة أكبر بالنسبة للمغذيات).